# ウンターヴェーザー原子力発電所
ウンターヴェーザー原子力発電所（独：Kernkraftwerk Unterweser）は、ドイツ連邦共和国のノルデンハム近郊・クライネンシール（シュタットラント市）にある非稼働の原子力発電所。
193体の燃料集合体を有しており、稼働当初は世界最大の原子炉であった。

ウンターヴェーザー原発は、2011年3月17日に停止した7基の原子炉のうちの一つである（核燃料棒の冷却に時間がかかるため、実際の停止は数日後である）。同年5月30日、ドイツ政府はウンターヴェーザー原発について、一時停止後も再稼働はさせず、廃炉にすると発表した。2019年2月には、最後の燃料棒が取り出された。

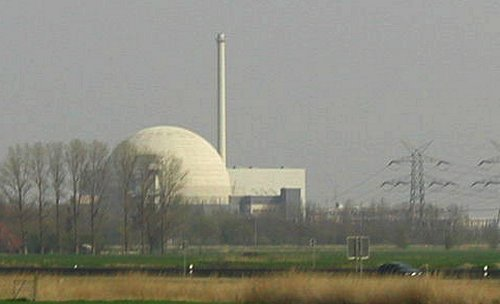
ウンターヴェーザー原子力発電所の外観
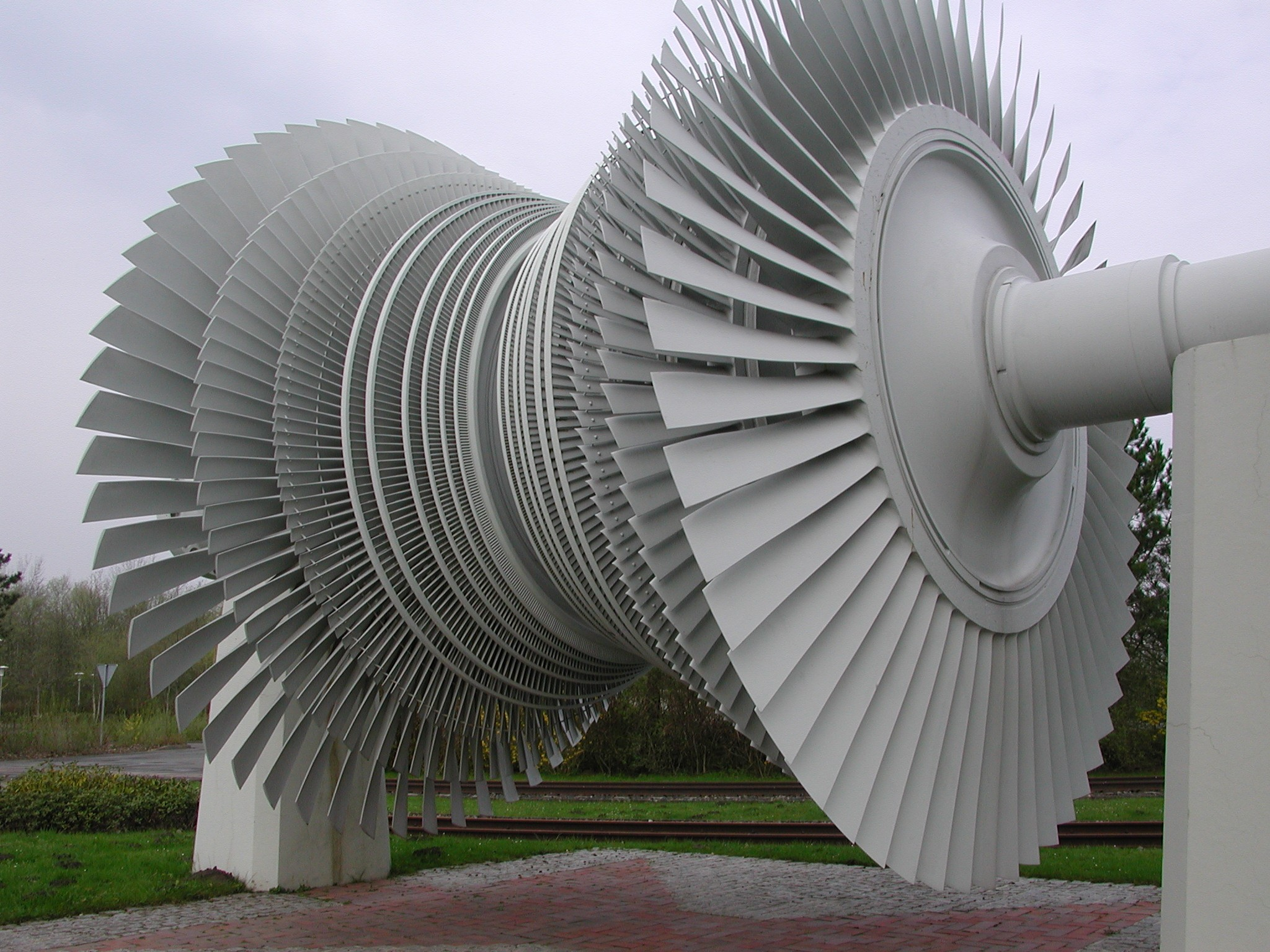
低圧タービンローター